# سيكويا دائمة الخضرة

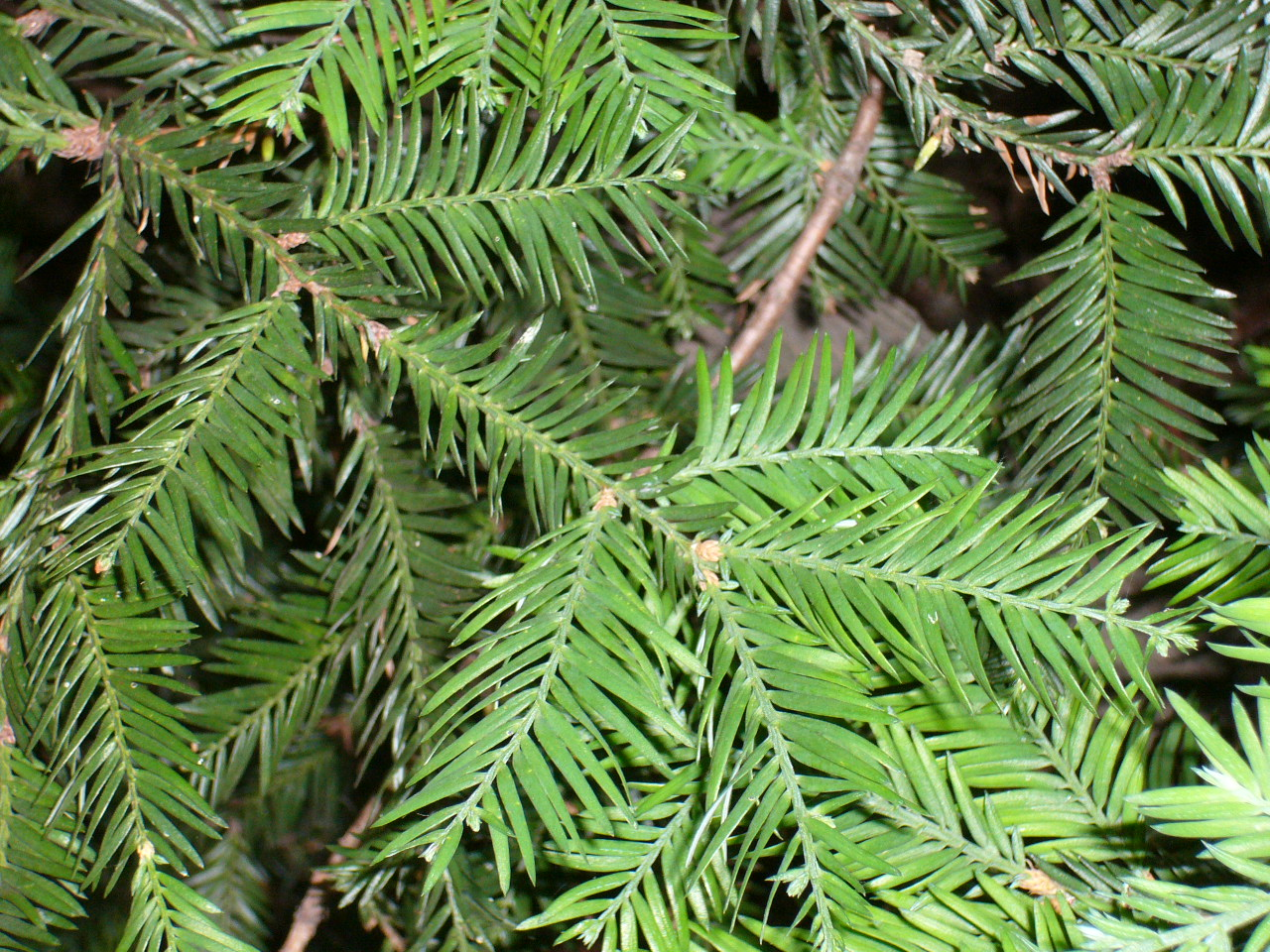
أوراق شجرة الماموت الساحلية.

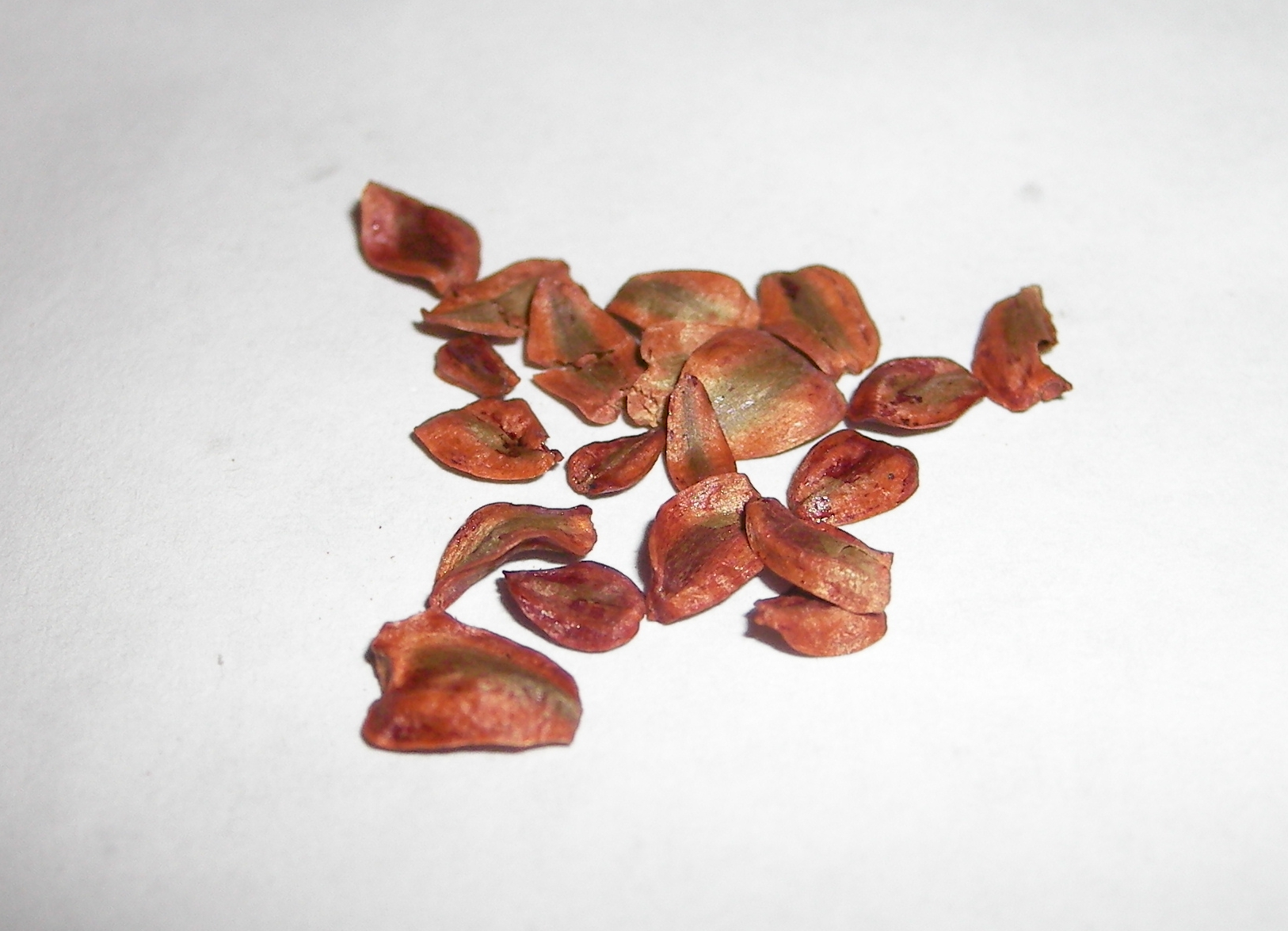
البذور

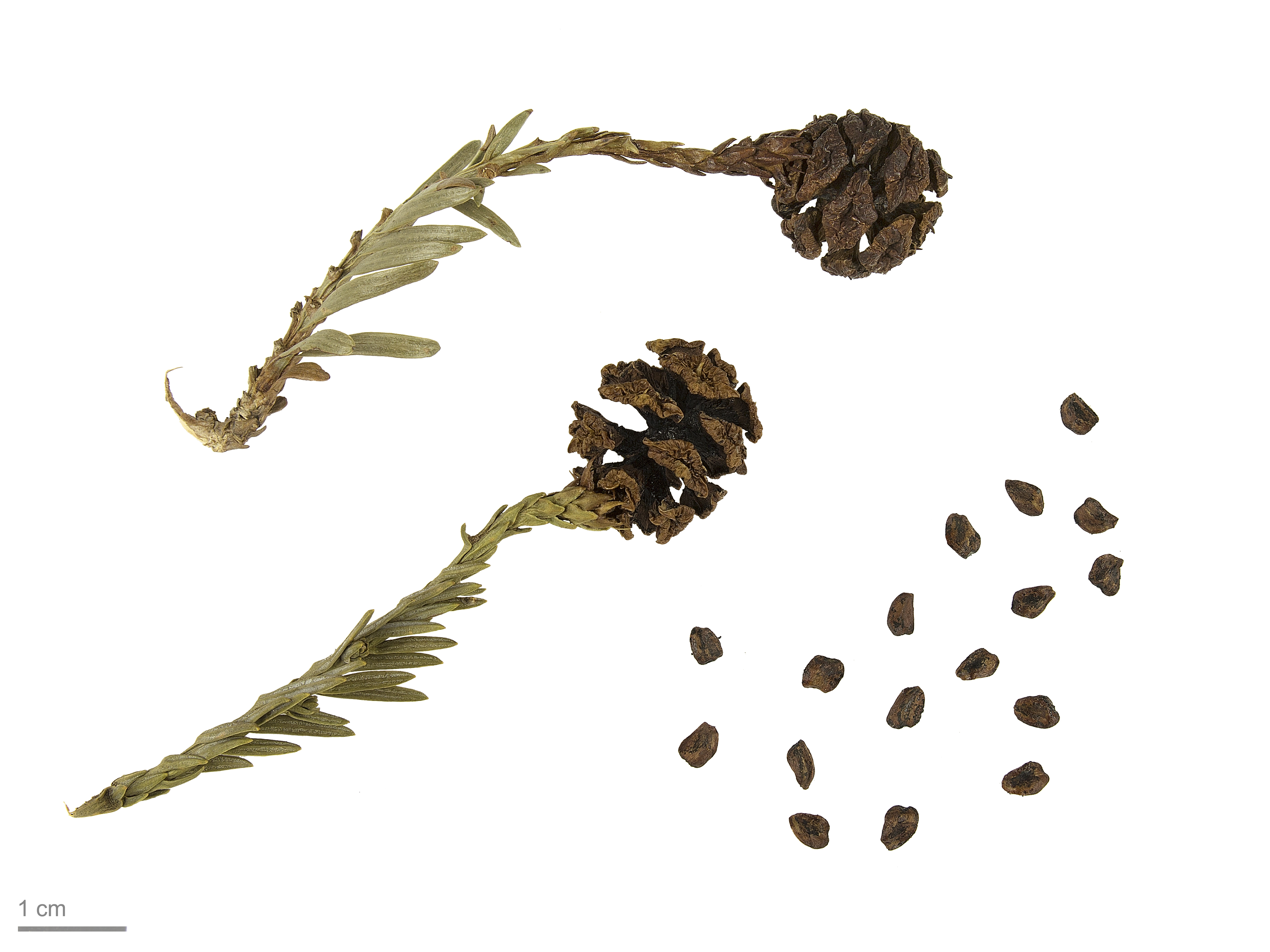
Sequoia sempervirens

السيكويا دَائِمة الخُضْرَة  أو السَّكُوْيَة الشاطئيّة ، (باللاتينية: Sequoia sempervirens) هي من نوع من الأشجار من الفصيلة السروية. تسمى أيضا شجرة الماموت الساحلية  وهي موجودة في ولاية كاليفورنيا الأميركية على الساحل في شريط ممتد من شمال كاليفونيا إلى أوريغون. تنتمي لتلك العائلة أكبر شجرة عملاقة على الأرض وتسمى «هايبيرون» ويبلغ ارتفاعها 5 و115 متر. يصل محيط هذه النوع من الأشجار نحو 7 متر وهي «أنحف» من أشجار الماموت الموجودة في شرق كاليفورنيا والتي يبلغ محيط ساقها 9 أمتار، أما قاعدتها عن الجزر فيصل محيطها نحو 23 متر. أوراق هذه الأشجار من الأوراق الإبرية.

## الوصف النباتي
تنتج خشبًا أحمرًا (بالإنجليزية: Mendocino)‏ ويبلغ طولها نحو 112 متراً، وهي من أشد الأشجار تحملا إذ يغطيها قشرة فلينية يصل سمكها 30 سنتيمتر تحميها من كل العوامل المعادية، حتى أنها تتحمل النيران. ويقول عالم النباتات "أندرياس رولوف "أن النيران من أسباب نمو تلك الأشجار، إذ أن لها بذور صغيرة تحتاج لنموها إلى الضوء. وهي لا تنمو في أرضية كثيرة الأشجار الصغيرة التي تظلل الأرض وتمنع الضوء عن البذور، لهذا فهي تحتاج إلى حريق يقضي على تلك الأشجار الصغيرة فتصل أشعة الشمس إلى البذور وتنمو". تحدث تلك الحرائق طبيعيا كل 10 - 15 سنة، وإذا لم يحدث ذلك فيساعد الإنسان في مناطق المحميات الوطنية بوضع النيران حولها فينتج منها رمادا يخصب الارضية، وفي نفس الوقت تلقي الشجرة ببذورها التي تجد أرضا خصبة يحفها ضوء الشمس.

## حماية أشجار الماموت
تعتبر أخشاب أشجار الماموت من أفضل أنواع الأخشاب ولذلك فكانت مهددة بالاندثار. وفي عام 1997
اعترضت شابة أمريكية اسمها «جوليا بترفلاي هيل» وتسلقت على إحدى الأشجار وعاشت عليها على ارتفاع 60 متر مدة 738 يوم على مسطبتين لمنع العمال من تقطيع الشجر في تلك المنطقة. وكانت محاولتها مكللة بالنجاح حيث أصدرت السلطات بمنع تقطيع اشجار الماموت في مساحة قدرها نحو 12.000 متر مربع منذ ذلك التاريخ.

## منطقة نموها

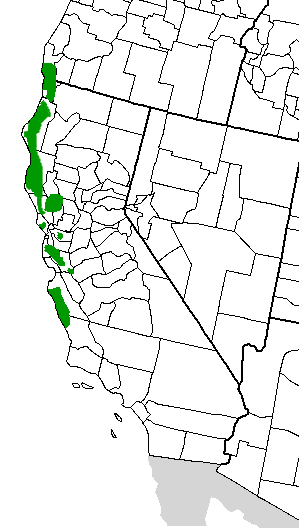
مناطق النمو الطبيعي لأشجار الماموت الساحلية.

تنمو اشجار الماموت الساحلية عل ساحل شمال كاليفورنيا وفي جنوب ولاية أوريغون في الولايات المتحدة. وتختلف تقديرات مساحة تواجدها بين 6475 و8.000 كيلونتر مربع. وهي توجد في منطقة يبلغ طولها 750 كيلومتر وعرضها نحو 56 كيلومتر على ساخل المحيط الهادي. من أشهر محميات وجودها «المحمية الوطنية ريدوود» و«هومبولدت ريدوودز» وفي منطقة «دل نورت كاونتي».

## اقرأ أيضا
- اشجار الماموت
- السكويا العملاقة